# Віреон сизий
Віреон сизий (Vireo brevipennis) — вид горобцеподібних птахів родини віреонових (Vireonidae).

## Поширення
Вид поширений у гірських регіонах на півдні Мексики. Мешкає у гірських дубових лісах.

## Підвиди
Виділяють два підвиди:
- Vireo brevipennis brevipennis (Sclater, 1858) — центральна частина Мексики від Халіско та Коліми на схід до Морелоса, Веракруса та Оахаки.
- Vireo brevipennis browni (Miller & Ray, 1944) — південно-західна Мексика (штат Герреро).